# Hörður Felixson
Hörður Felixson  est un joueur islandais de football né le 25 octobre 1931. Il évoluait en tant que défenseur pour le KR Reykjavik.

## Biographie

### Club
Hörður ne porte qu'un seul maillot au cours de sa carrière, le noir et blanc du KR Reykjavik, club le plus ancien et le plus titré d'Islande.
Il remporte plusieurs championnats et prend part, au crépuscule de sa carrière, aux premiers matchs européens du football islandais. En effet, en 1964, lors de la Coupe des clubs champions, le KR devient le premier club d'Islande à participer à une coupe d'Europe. Les hommes de Karl M. Guðmundsson s'inclinent dès le premier tour face au Liverpool FC de Bill Shankly.
La création de la Coupe d'Islande en 1960 lui permet également d'étoffer son palmarès, le KR remportant les cinq premières éditions.

### Sélection
Il débute avec l'Islande en 1958 sous les ordres d'Óli B. Jónsson, au cours d'un match face à l'Irlande qui voit Albert Guðmundsson honorer sa dernière sélection. Pour son premier match international, le Morgunblaðið crédite Hörður d'une très bonne performance, tout juste ternie par son manque d'automatismes dû à son inexpérience.
Suivront onze autres matchs avec le maillot bleu, dont le dernier revêt un caractère particulier (face à l'Angleterre olympique en 1963), puisqu'Hörður est aligné aux côtés de ses deux frères Bjarni et Gunnar (également joueurs du KR). 
C'est la première fois que trois frères jouent sous le maillot islandais lors d'un même match, et cela ne s'est jamais reproduit. Lors de ce match, Hörður brise malencontreusement la jambe de l'attaquant de Wimbledon FC Brian Martin, après huit minutes de jeu. Les britanniques terminent même à neuf après la blessure de John Ashworth à la tête. Ceci ne les empêcha pas de remporter la rencontre 4-0.

## Palmarès
- KR Reykjavik
  - Champion d'Islande en 1950, 1952, 1955, 1959, 1961, 1963 et 1965
  - Vainqueur de la Coupe d'Islande en 1960 1961, 1962, 1963 et 1964